# Манат (митология)
Вижте пояснителната страница за други значения на Манат.
Манат (Мануту; на арабски: مناة; mnt, mnh, mnwt: „съдба“, „участ“) е древносемитско божество и арабска богиня от предислямския период, една от трите главни богини на Мека; спомената и в Корана.
Почитана е от всички на Арабския полуостров, особено в северната и централната част, като дъщеря на Аллах и Аллат, царицата на подземното царство, и сестра на богинята Уза (в Централна Арабия – като нейна дъщеря). Прието е да се счита за богиня на съдбата и възмездието, заради съзвучието на името ѝ с арабското „манийа“ („участ“). Почитана е също като царица на задгробния свят и пазителка на покоя на мъртвите; в Набатея е почитана като покровителка на погребенията.
Древните гърци я отъждествяват с Тюхе и Немезида, основно в областите с центрове Набатея и Палмира. Голямо светилище на Манат е построено в Медина и служи за център на племенните събрания. Смятана е от някои изследователи като покровителка на град Медина. Нейни статуетки са почитани като домашни божества-покровители.